# Mazara Calcio A.S.D.
Mazara Calcio ASD, trước đây là Gruppo Sportivo Mazara 1946, là một đội bóng đá Ý đến từ Mazara del Vallo, Sicily.

## Lịch sử

### Thành lập và những năm đầu
Dấu vết đầu tiên về bóng đá ở Mazara là ngày 1946. Tuy nhiên, một đội đại diện cho thành phố Mazara del Vallo, Unione Sportiva Mazara, chỉ được thành lập vào năm 1957-1958 và bước đầu tham gia giải đấu Promozione. Mazara chơi ở Serie D vào năm 1960-1961, nhưng đã xuống hạng vào ba năm sau đó. Thành công, Mazara đã chơi Serie D một năm trong 1971-1972 trước khi trở lại chơi ở giải quốc gia cao thứ tư sau đó vào năm 1976,191919, sau khi chiến thắng 1-0 một trận đấu thăng hạng cho Canicattì. Trận đấu play-off duy nhất, diễn ra tại Sân vận động Renzo Barbera, Palermo, có sự tham dự của 12.000 người, phần lớn là những cổ động viên Mazara. Sau đợt thăng hạng này, câu lạc bộ đã chơi Serie D trong 19 mùa liên tiếp.

### Cố gắng thăng hạng
Trong những năm 1980 và đầu những năm 1990, Mazara thường thể hiện mình là ứng cử viên nặng ký để giành chức vô địch Serie D, nhưng luôn bỏ lỡ mục tiêu của họ. Năm 1985 Mazara, dưới thời HLV Ignazio Arcoleo, đã chiến thắng Serie D để có được một suất thăng hạng Serie C2 đầu tiên trong lịch sử; tuy nhiên, điều này sau đó đã bị Liên đoàn bóng đá hủy bỏ vì bị cho là trùng khớp, với đối thủ cay đắng là Trapani đã được thăng hạng tại vị trí của canarini. Liên tiếp, Mazara suýt bỏ lỡ cơ hội thăng hạng trong nhiều lần: câu lạc bộ xếp thứ hai vào năm 19881989, chỉ sau một điểm so với đội chiến thắng Acireale; vào năm 1990-1991, đứng thứ ba sau Gangi (đội sau đó thua trận play-off trước Matera); vào năm 1993-1994,  xếp vị trí thứ bảy sau khi đã dẫn đầu bảng trong gần như toàn bộ nửa đầu mùa giải.

### Xuống hạng, từ chối và sáp nhập

Logo đầu tiên của câu lạc bộ sau khi hợp nhất năm 1996

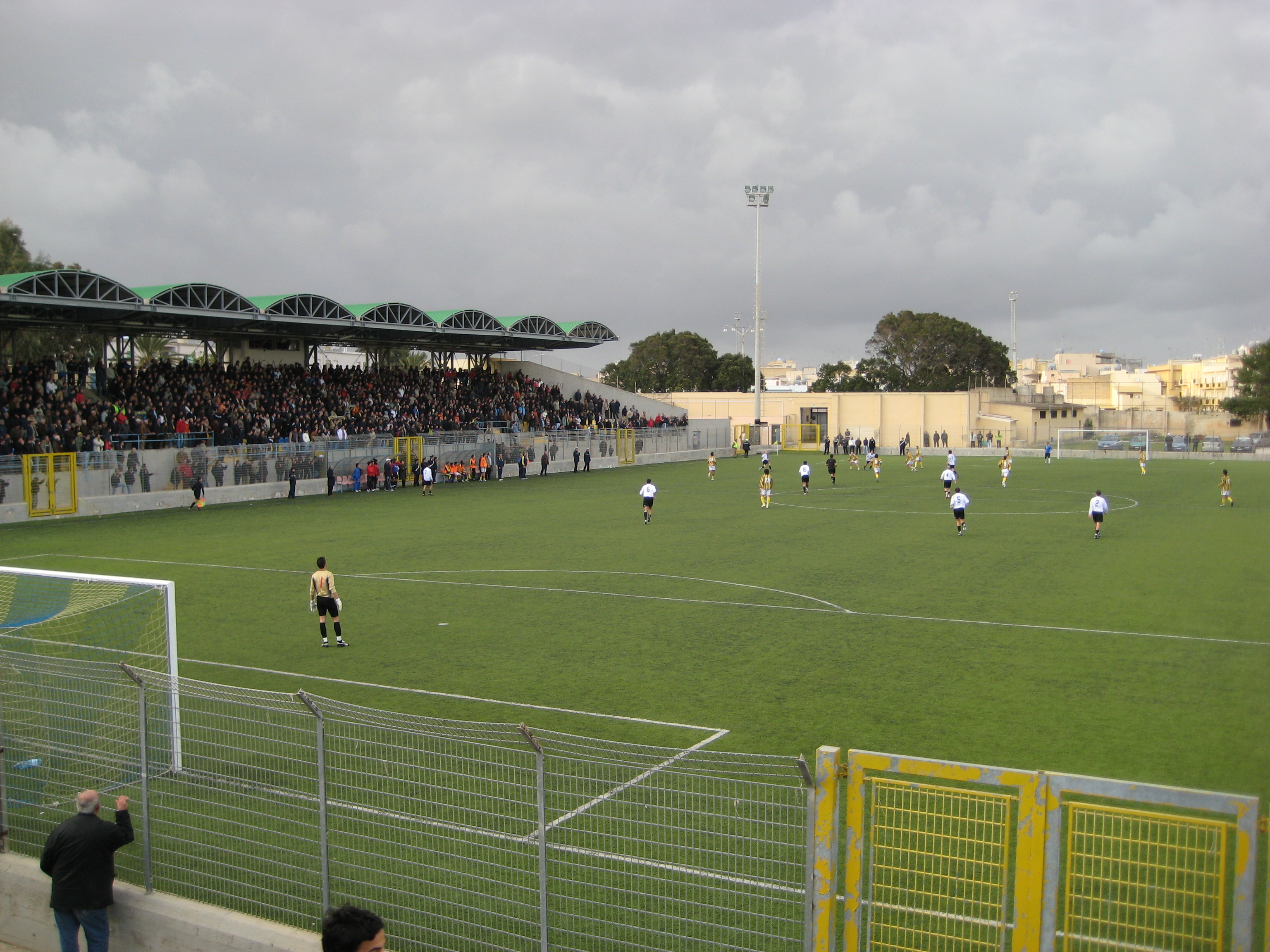
Mazara 1946 trong trận đấu trên sân nhà năm 2009

Sau 19 mùa giải Serie D, vào năm 1994-1995 Mazara, trong những rắc rối tài chính nghiêm trọng, đã bị xuống hạng Eccellenza, nơi một đội bóng địa phương khác, SC Mazara 2000, đã thi đấu. Mazara 2000 là một đội bóng nhỏ, trẻ tuổi, đã nhanh chóng leo lên kim tự tháp bóng đá lên tới Eccellenza, trong khi U.S. Mazara dường như là một đội bóng cũ đang suy tàn. Cả hai đội đã chơi ở Eccellenza vào năm 1995/1996, thách đấu với nhau trong một trận derby địa phương mới nhưng có phần kỳ lạ. US Mazara xếp thứ tư cuối cùng, trong khi Mazara 2000 có được vị trí thứ bảy. U.S Mazara, người đang gặp khó khăn về kinh tế, đã đồng ý sáp nhập với Mazara 2000, và Gruppo Sportivo Mazara 1946 (Tập đoàn thể thao Mazara 1946) được thành lập.
Đội bóng đá mới thành lập bao gồm hầu hết tất cả các cầu thủ giỏi nhất từ hai câu lạc bộ địa phương cũ; điều này đã mang lại sự xuất hiện đầu tiên cho Mazara 1946, vào năm 1996-1997, rất thành công, khi đội đã chiến thắng giải đấu Eccellenza và trở lại Serie D. Mùa giải đầu tiên cho câu lạc bộ mới ở giải hạng 5 của Ý kết thúc trụ hạng khó khăn, chỉ một điểm trên các vị trí xuống hạng. Mùa giải 1998-1999 cho thấy bản thân còn khó khăn hơn nữa, khi Mazara kết thúc mùa giải với cùng số điểm với Sancataldese, do đó buộc phải chơi một trận play-off trụ hạng. Trận đấu, diễn ra ở Termini Imerese, đã kết thúc với chiến thắng 1-0 cho canarini, vì vậy một lần nữa thoát khỏi sự xuống hạng.
Bị ảnh hưởng bởi các cuộc đấu tranh tài chính nặng nề, tuy nhiên Mazara đã chơi mùa giải 1999-2000 Serie D của họ với một đội chủ yếu gồm các cầu thủ trẻ và thiếu kinh nghiệm, và bị hạ bệ xuống Eccellenza chỉ với 8 điểm sau 34 trận, rõ ràng là cuối cùng trong bảng.
Kể từ đó, Mazara trải qua một thời gian suy giảm, thậm chí xuống hạng Promozione (giải hạng 7) vào năm 2003-2004 sau khi thua trận playoff xuống hạng trước Licata. Câu lạc bộ, với tài sản mới, đã trở lại thành công với Eccellenza vào năm 2005-06 dưới thời HLV Filippo Cavataio, một người gốc Mazara và một cựu trung vệ của một số đội Serie C, nổi bật nhất là Trapani. Vào năm 2006-2007, câu lạc bộ, một lần nữa được huấn luyện bởi Cavataio, đã kết thúc giai đoạn mùa giải thông thường ở vị trí thứ ba ấn tượng, sau Alcamo và Carini, và do đó lọt vào bán kết play-off, nơi họ đã loại Kamarat (khỏi Cammarata) trong một trận bán kết diễn ra sau khi hòa 0-0, với Mazara chuyển sang vòng tiếp theo vì vị trí cao hơn của họ trong mùa giải thường xuyên; một trận đấu khác với Carini đứng thứ hai trong trận chung kết tuy nhiên đã loại bỏ canarini, đội không thăng hạng trong mùa giải tiếp theo, kết thúc ở vị trí thứ năm sau trận chiến dài với Nissa và đối thủ cay đắng Trapani, người sau đó đánh bại và loại bỏ Mazara trong giải đấu play-off thăng hạng sau đó, với cả ba trận đấu (hai trận trong mùa giải thường, cộng với trận đấu play-off) được chơi trên sân không có khán giả.
Năm 2008, Mazara trở lại với kỳ vọng cao sẽ vô địch giải đấu, và khẳng định vị trí hàng đầu của giải đấu. Tuy nhiên, vào tháng 1 năm 2009, câu lạc bộ bất đắc dĩ nhận được tin tức dựa trên các sự kiện được cho là trận đấu quan trọng với Villabate: Tiền đạo Mazara Francesco Erbini đã ghi một bàn thắng trong những phút đầu tiên của trận đấu, nhưng trọng tài không cho phép và khởi động lại trận đấu khi các cầu thủ bóng đá Mazara đang ăn mừng, do đó cho phép Villabate ghi một bàn thắng mà không có sự phản đối đáng kể nào trên sân. Trọng tài liên tiếp đuổi ba cầu thủ Mazara vì những cuộc biểu tình nặng nề và sau đó từ bỏ sân cỏ vài phút sau đó. Liên đoàn bóng đá Sicilia sau đó tuyên bố trận đấu phải được đấu lại vào ngày 10 tháng 3; Mazara đã thắng 2-0 và vươn lên vị trí đầu tiên. Vào ngày 22 tháng 3, sau chiến thắng 4-0 trên sân nhà trước Marsala trong trận derby địa phương, Mazara đã đảm bảo vị trí đầu tiên trong bảng đấu, với lợi thế sáu điểm trước Villabate và chỉ còn một trận đấu còn lại và sau đó sẽ được chơi Serie D sau chín năm.

### Trở lại Serie D và hợp nhất mới
Mùa giải trở lại, câu lạc bộ đến Serie D đã được ca ngợi bởi các vấn đề tài chính chủ yếu kèm theo việc chuyển từ một giải đấu khu vực sang chuyên nghiệp, với cựu cầu thủ Giovanni Iacono được bổ nhiệm làm huấn luyện viên trưởng bán thời gian khác thường. Trong suốt mùa giải, Mazara ở vị trí cuối cùng của giải đấu, mặc dù đã đạt được một số kết quả nổi bật, chẳng hạn như chiến thắng trên sân nhà trước gã khổng lồ sa ngã Messina và đối thủ truyền kiếp, dẫn đầu giải đấu, Trapani. Câu lạc bộ cũng trải qua sự mất mát của đội trưởng, và cựu tiền đạo của Palermo, Francesco Erbini, người đã bị cấm mười tháng vào tháng 2 năm 2010 do đã chào đón hai nhân viên câu lạc bộ theo yêu cầu của Mafia như một kỷ niệm bàn thắng trong một trận đấu bóng đá vào Tháng 3 năm 2009. Bất chấp những vấn đề như vậy, câu lạc bộ đã kết thúc mùa giải ra khỏi khu vực playoff xuống hạng, do đó đảm bảo cho mình tiếp tục tham gia Serie D. Vào tháng 7 năm 2010, đội đã được công bố hợp nhất giữa câu lạc bộ Mazara chính và câu lạc bộ đội trẻ địa phương lịch sử Aurora Mazara: câu lạc bộ như vậy đã lấy cái tên mới của Mazara Calcio ASD và sẽ tham gia mùa giải 2010-11 Serie D.
Mazara sau đó trở lại thành công tại Serie D năm 2010 với tư cách là nhà vô địch Eccellenza Sicily và chơi hai mùa trước khi bị xuống hạng năm 2011 khi đứng thứ hai trong Vòng I của giải đấu nghiệp dư hàng đầu của Ý. Trong mùa giải đầu tiên trở lại Eccellenza, Mazara tuyên bố rõ ràng ý định quay trở lại Serie D ngay lập tức bằng cách mua lại một số cầu thủ hàng đầu, bao gồm cựu tiền đạo Torino Akeem Omolade. Tuy nhiên, bất chấp nhiều nỗ lực, câu lạc bộ đã trải qua thời kỳ khó khăn, được nhấn mạnh bởi mùa giải 2013-14 thảm khốc, trong đó Mazara đã thoát khỏi sự xuống hạng thông qua trận play-off chỉ sau bàn thắng vào phút cuối thời gian bù giờ trước Rocca di Caprileone.
Trong mùa giải 2014-15, Mazara bổ nhiệm Nicola Terranova, cựu trợ lý huấn luyện viên và anh trai của hậu vệ Serie A Emanuele Terranova, làm huấn luyện viên trưởng mới. Câu lạc bộ đã kết thúc mùa giải ở vị trí thứ hai sau người chiến thắng Marsala, sau đó đủ điều kiện tham gia vòng playoff quốc gia nơi họ bị loại trong trận chung kết bởi câu lạc bộ Nardò có trụ sở tại Apulia.
Mùa giải 2015-16, bắt đầu với Terranova một lần nữa ở vị trí dẫn đầu bảng, chứng kiến một câu lạc bộ được tiếp quản bởi một tập đoàn có trụ sở tại Palermo do Elio Abbagnato (cựu chủ tịch câu lạc bộ từ 1989 đến 1991, và là bố vợ của cựu tuyển thủ quốc tế Ý Federico Balzaretti), người liên tiếp bổ nhiệm cựu cầu thủ Serie A Tommaso Napoli làm HLV mới. Mùa giải Eccellenza kết thúc ở vị trí thứ bảy, trong khi câu lạc bộ đã có một mùa giải rất thành công tại Coppa Italia Dilettanti, lần đầu tiên giành được cúp khu vực và kết thúc giai đoạn quốc gia (cũng cung cấp thêm một vị trí Serie D cho đội chiến thắng) với tư cách là á quân, thua Unione Sanremo trong trận chung kết.
Mùa giải mới chứng kiến Mazara với huấn luyện viên trưởng mới Andrea Pensabene, sau đó được thay thế bởi Giacomo Modica vào tháng Chín. Vào tháng 11 năm 2016, Abbagnato đã bán câu lạc bộ cho giám đốc điều hành Filippo Franzone.

## Màu sắc và huy hiệu
Màu sắc đội chính thức cho GS Mazara 1946, cũng như tất cả các đội thể thao lớn khác ở Mazara, là màu vàng hoàng yến và màu xanh, cũng là màu chính thức của thành phố Mazara del Vallo.
Thay vào đó, huy hiệu đội ban đầu gợi nhớ đến sự hợp nhất năm 1996 giữa hai câu lạc bộ địa phương và đối thủ US Mazara và SC Mazara 2000: cả hai yếu tố đặc trưng của mào gốc tương ứng, tương ứng là chim hoàng yến và cá ngựa dòng chữ "GS MAZARA 1946". Logo như vậy đã bị loại bỏ vào năm 2010 để ủng hộ một phiên bản mới chỉ mô tả con chim hoàng yến thay thế.

## sân vận động

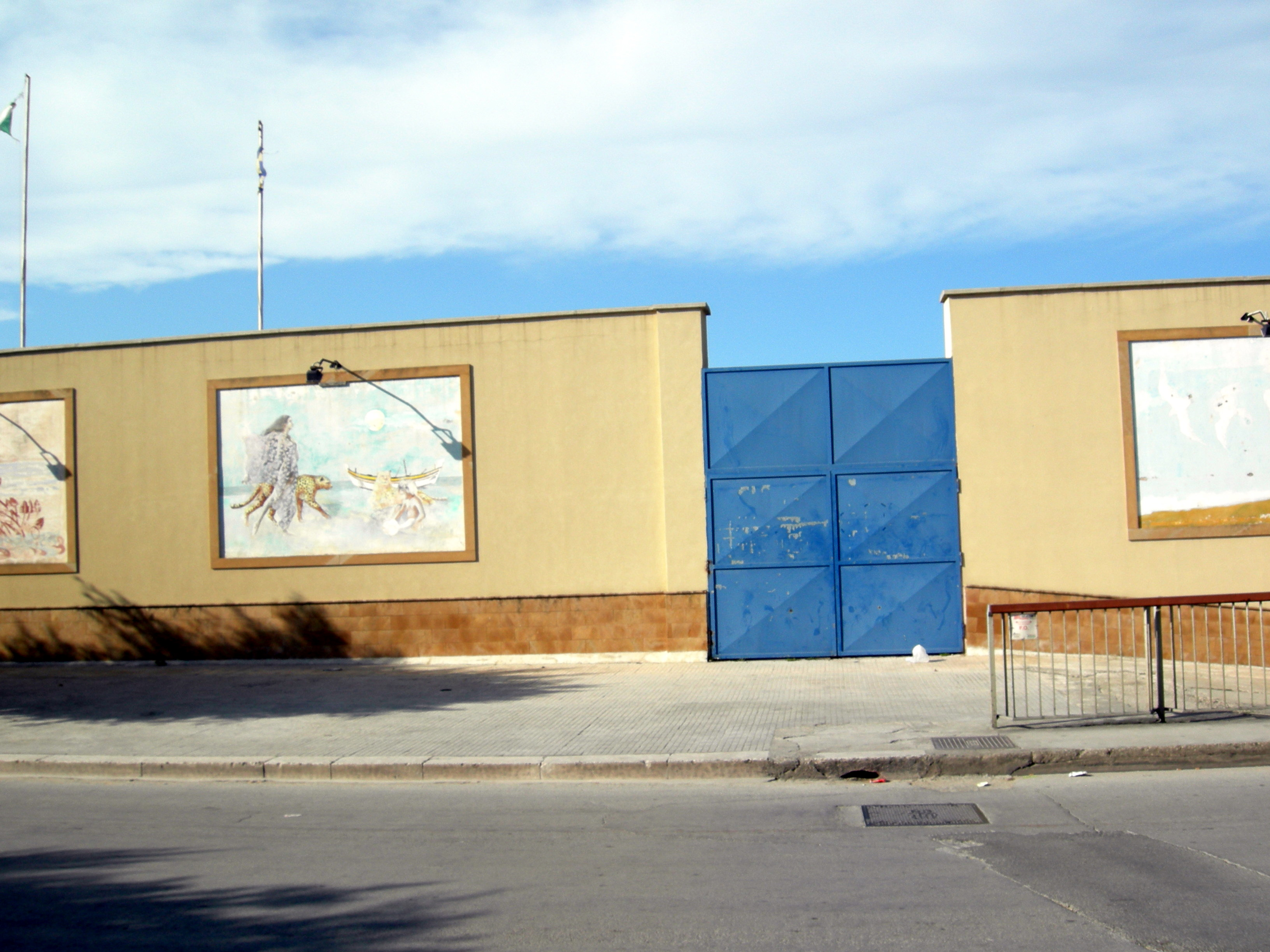
Lối vào của Stio Nino Vaccara, Mazara del Vallo

Mazara chơi các trận đấu trên sân nhà của mình tại Stadio Nino Vaccara, một sân vận động nhỏ nằm ngay dọc sông Mazaro địa phương. Ban đầu là một sân vận động sàn đất không có ghế ngồi, Stadio Nino Vaccara đã tiến hành tái cấu trúc lớn vào đầu những năm 2000, với việc thực hiện một sân tổng hợp và một khán đài chỉ có ghế ngồi được đánh số có mái che.
Sân vận động được chia thành ba khu vực: khán đài được đánh số, hoặc trung tâm Tribuna, với sức chứa 1.086; các curva, nơi mà những cổ động viên tổ chức ngồi xuống, với sức chứa 800; và gradinata, ở phía trước khán đài, với sức chứa 1.380, thường chỉ được mở trong những trường hợp đặc biệt.
Bên ngoài sân vận động, ngay bên cạnh lối vào chính, một số bức tranh tường được vẽ hình mô tả ngư dân và thuyền đánh cá đặc trưng của Mazara del Vallo cũng được hình dung.

## Huấn luyện viên đáng chú ý
- liên_kết=|viền Ignazio Arcoleo (HLV Palermo vào những năm 1990)
- liên_kết=|viền Giuseppe Caramanno (HLV của Palermo và Foggia vào những năm 1990)
- liên_kết=|viền Estmír Vycpálek (HLV của Juventus vào những năm 1970)

## Thành tựu
- Serie D:
  - Á quân (2): 1984-1985,[9] 1988-1989
- Coppa Italia Dilettanti:
  - Á quân (1): 2015-2016
- Coppa Italia Dilettanti Sicilia:
  - Chiến thắng (1): 2015-2016
- Eccellenza Sicilia:
  - Chiến thắng (2): 1996-1997, 2008-2009
- Promozione Sicilia:
  - Chiến thắng (3): 1970-1971, 1975-1976, 2005-2006
  - Á quân (1): 1972-1973